# Cyryl (Zinkowski)
Cyryl, imię świeckie Jewgienij Anatoljewicz Zinkowski (ur. 29 lipca 1969 r. w Leningradzie) – rosyjski biskup prawosławny.

## Życiorys
Pochodzi z rodziny urzędniczej. Ukończył szkołę średnią nr 79 w Leningradzie, a następnie studia na katedrze mechaniki i procesów zarządzania Instytutu Politechnicznego. W 1995 r. obronił dysertację dyplomową i uzyskał stopień kandydata nauk technicznych.
W 1998 r. ukończył naukę w seminarium duchownym w Petersburgu, zaś w 2002 r. - studia na Petersburskiej Akademii Duchownej. Będąc studentem, 26 marca 1999 r. został postrzyżony na mnicha, przyjmując imię zakonne Cyryl. 28 sierpnia 1999 r. został wyświęcony na hierodiakona, zaś 3 czerwca 2002 r. - na hieromnicha. Uzyskał stopień kandydata nauk teologicznych na podstawie dysertacji poświęconej służbie mnichów-starców w życiu i nauczaniu Cerkwi. Natychmiast po ukończeniu studiów został wykładowcą Petersburskiej Akademii Duchownej, służył też w cerkwi akademickiej. W latach 2008–2011 był kierownikiem duchownym ruchu "Dietskaja missija", w ramach którego studenci i wykładowcy akademii prowadzili katechizację wychowanków domów dziecka na terytorium metropolii petersburskiej.
W 2011 r. przeniesiony do służby w cerkwi Kazańskiej Ikony Matki Bożej w Wyricy.
W 2020 r. został rektorem seminarium duchownego przy monasterze św. Mikołaja na Ugrieszy. We wrześniu 2021 r. Święty Synod mianował go namiestnikiem tegoż klasztoru. W lipcu 2022 r. otrzymał godność ihumena.
25 sierpnia 2022 r. został rektorem Moskiewskiej Akademii Duchownej, odchodząc równocześnie ze sprawowanych wcześniej stanowisk. Otrzymał również nominację na biskupa pomocniczego eparchii moskiewskiej miejskiej z tytułem biskupa zwienigorodzkiego. Z urzędu wszedł do komisji ds. kanonizacji świętych. W związku z tą nominacją 30 sierpnia 2022 r. otrzymał godność archimandryty. Jego chirotonia biskupia odbyła się 21 września 2022 r. w głównej cerkwi monasteru Poczęcia św. Anny w Moskwie, pod przewodnictwem patriarchy moskiewskiego i całej Rusi Cyryla.
W sierpniu 2023 r. został biskupem siergijewsko-posadskim i dmitrowskim, namiestnikiem Ławry Troicko-Siergijewskiej. Nadal pozostał rektorem Moskiewskiej Akademii Duchownej.